# Thelyschista
Thelyschista é um género botânico pertencente à família das orquídeas (Orchidaceae). Foi proposto por Garay em Botanical Museum Leaflets  28(4): 377-8, em 1982, tipificado pela Thelyschista ghillanyi (Pabst) Garay, antes descrita como Odontorrhynchus ghillanyi  Pabst.  O nome vem do grego thelys, fêmea, e schistos, dividido, em referência ao estigma de suas flores composto por duas áreas separadas.
Membro do clado de Stenorrhynchos, trata-se de gênero monotípico terrestre, originário dos campos rupestres da Bahia, a cerca de 800 metros de altitude.
Distíngue-se este gênero através de detalhes da estrutura floral, como pelo rostelo com três dentes carnosos e rígidos, pelo viscídio massivo, e polínias cujos ápices aderem lateralmente à parte intermediária da superfície dorsal do viscídio.